# Dzasagtu-chán
Dzasagtu-chán (mongolsky Засагт хан, doslova „Chán-vládce“) byl mongolský panovnický titul, používaný starší větví potomků Geresendzeho. Panství Dzasagtu-chánů se rozkládalo v západní části Chalchy (vnějšího Mongolska) .
Mladší větví Dzasagtu-chánů byli chotogojští Altan-chánové.

## Seznam dzasagtu-chánů
- Bajandara (1547–1580), syn Ašichaje, Dzasagtu-chán (–1580)
- Lajchor, (1562–1637), syn Bajandara, Sajn Dzasagtu-chán (1580–1637)
- Subantaj, (1596–1655), syn Lajchora, Bogdo Dzasagtu-chán (1637–1655)
- Norbo, syn Subantaje, Erdeni Bišireltu Dzasagtu-chán (1655–1662)
- Gombožav, syn Subantaje, Bintu Achaj Dzasagtu-chán (1662–1664)
- Vančuk, syn Norba, Mergen Dzasagtu-chán (1664–1666)
- Džambun, syn Norba, Secen Dzasagtu-chán (1666–1686)
- Šara, syn Džambuna, Dzasagtu-chán (1686–1688)
- Cevenžav, syn Džambuna, Dzasagtu-chán (1688–1732)
- Selengemil, syn Džambuna, Dzasagtu-chán (1732–1743)
- Baldar, syn Selengemila, Dzasagtu-chán (1743–1761)
- Cevenbalzaj, Dzasagtu-chán (1761–1792)
- Buniradna, Dzasagtu-chán (1792–1823)
- Manibazar, Dzasagtu-chán (1823–1840)
- Cerendondub, Dzasagtu-chán (1840–1877)
- Doržpalam, Dzasagtu-chán (1877–1898)
- Sodnomravdan, Dzasagtu-chán (1898–1912)
- Agvanceren, Dzasagtu-chán (1912–1915)